# Bratton Clovelly
Bratton Clovelly – wieś w Anglii, w hrabstwie Devon, w dystrykcie West Devon. Leży 46 km na zachód od miasta Exeter i 298 km na zachód od Londynu. Miejscowość liczy 399 mieszkańców.